# Bataille de Chemnitz
Guerre de Trente Ans
Batailles
La bataille de Chemnitz du 14 avril 1639 (4 avril du calendrier julien), pendant la guerre de Trente Ans, est une victoire des troupes suédoises contre les troupes impériales et saxonnes.